# 土下座跪求給看
《土下座跪求給看》是日本漫畫家船津一輝出於業餘興趣而從2017年起在其Twitter不定期上傳的網路漫畫，內容為從主角「土下座」的第一視角看他以土下座請求不同女生做一些色情的事情，最後那些女生都很害羞地跟着請求做，例如給看內褲、胸部等等。
作者分別於2017年的CM93和2018年的CM94出版《學校篇》和《職業篇》兩本成人向同人誌。其後由KADOKAWA出版一本單行本，亦經法蘭西書院旗下的美少女文庫出版了兩本輕小說。AV片商無垢亦發行了真人版影片，多位AV女優參演。改編短篇動畫於2020年10月14日至12月30日播映，共12集。

## 出版書籍
均為限制級內容。

### 同人誌
| 集數 | 書名 | 發售日期       | Comic Market |
| ---- | ---- | -------------- | ------------ |
| 1    |      | 2017年12月31日 | CM93         |
| 2    |      | 2018年8月12日  | CM94         |

### 漫畫單行本
| 集數 | KADOKAWA      | KADOKAWA               | 台灣角川     | 台灣角川              |
| 集數 | 發售日期      | ISBN                   | 發售日期     | ISBN                  |
| ---- | ------------- | ---------------------- | ------------ | --------------------- |
| 全   | 2018年3月30日 | ISBN 978-4-04-069692-8 | 2019年8月1日 | ISBN 978-957-743125-7 |

## 衍生作品

### 輕小說
作者是本城山羊（ほんじょう山羊），由船津一輝負責繪畫插圖。
| 集數 | 美少女文庫（法蘭西書院）                     | 美少女文庫（法蘭西書院） | 美少女文庫（法蘭西書院） |
| 集數 | 書名                                         | 發售日期                 | ISBN                     |
| ---- | -------------------------------------------- | ------------------------ | ------------------------ |
| 1    | （土下座跪求給看（甚至給上本壘））           | 2018年6月18日            | ISBN 978-482966435-3     |
| 2    | （在異世界也土下座跪求給看（甚至給造小孩）） | 2018年11月19日           | ISBN 978-482966448-3     |

### 真人版電影

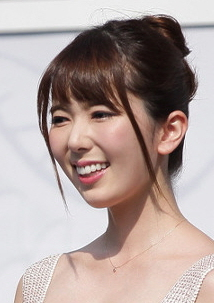
波多野結衣是真人版影片的演員之一

2018年10月12日，AV片商無垢發行了真人版影片，編號MUDR-051，改編自原著的《學校篇》，時長96分鐘，參演AV女優包括小谷實、波多野結衣、阿部乃美久、星世莉（星セリ）、永井美雛、淺田結梨、宮崎彩、大槻響、宮澤由香里（宮沢ゆかり）、高杉麻里、向井藍、佳苗琉花和NIMO。

### 短篇動畫
2020年7月30日，宣布將製作改編短篇動畫的消息，並已開設動畫的官方網站和Twitter帳戶。動畫導演是永居慎平，他也負責影像分鏡。角色設計由HARIBOTE負責。作者對動畫化感到不可置信，亦感謝「各大變態紳士」的熱情支持。
主要聲優陣容和人物設定圖於8月30日公布。男主角「土下座」由杉田智和配音，堀江一真負責旁白（天の声）。動畫中12名女性角色分別由小倉唯、長妻樹里、富田美憂、清水彩香、和海田朱音6名女性聲優配音，因此大部分女聲優會負責多於一名角色：
- 、姊齒結亞、思井綾芽：小倉唯
- 豐房麗、數寄屋橋累：長妻樹里
- 見瀨内花南、鹽屋令：富田美憂
- 大阪朱莉、喜屋武珠：清水彩香
- 村上小波、油石夏實：
- ：海田朱音

#### 主題曲
片尾曲《DOGEZA! Do get that!》
歌：Dogeza隊

## 外部連結
- 船津一輝的X（前Twitter）（日語）
- 電視動畫官方網站（日語）
- 電視動畫的X（前Twitter）（日語）
- 【試閱】這樣真的可以嗎？《土下座跪求給看》呈上滿滿誠意的紳士之作 - 巴哈姆特電玩資訊站（繁體中文）